# Mario Baresi
Mario Baresi o Mario Barich (Grado, 1909 – Gorizia, 1994) è stato un architetto e ingegnere italiano.

## Biografia
Figlio di Silvano Barich, laureatosi presso la Scuola Superiore di Architettura di Roma nel 1935, emigra subito in Etiopia, dove rimane a lavorare per diversi anni. Dal 1941 al 1947 è prigioniero in India. Dopo essere rientrato in patria, inizia a lavorare presso il Genio civile di Gorizia, dove è impegnato fino al 1958. Successivamente si dedica alla libera professione, insieme all'ingegnere Gelserino Graziato, che curava la direzione dei lavori.
Tra le sue realizzazioni vi sono la chiesa di Giasberna a San Floriano e soprattutto, a Gorizia, la sede del Genio civile, la scuola convitto professionale per infermiere di via Veneto, l'Istituto Contavalle, la sede della Banca Cattolica del Veneto, la casa Baresi dove ora vivono gli eredi, il cinema del Corso, gli edifici condominiali di via Manzoni, il grattacielo Granpulin, la Palestra dell'Unione Ginnastica Goriziana, la Chiesa dell'Ospedale civile, la Caserma dei Vigili del Fuoco. Si segnalano inoltre la Palestra e le aule per le Suore della Provvidenza a Udine, la scuola elementare, materna e la palestra di Mossa (GO), e la colonia ODA a Forni di Sopra.